# Беліни (Пшисуський повіт)
Беліни (пол. Bieliny) — село в Польщі, у гміні Гельнюв Пшисуського повіту Мазовецького воєводства.
Населення — 366 осіб (2011).
У 1975-1998 роках село належало до Радомського воєводства.

## Демографія
Демографічна структура станом на 31 березня 2011 року:
|          | Загалом | Допрацездатний вік | Працездатний вік | Постпрацездатний вік |
| -------- | ------- | ------------------ | ---------------- | -------------------- |
| Чоловіки | 184     | 45                 | 126              | 13                   |
| Жінки    | 182     | 36                 | 100              | 46                   |
| Разом    | 366     | 81                 | 226              | 59                   |